# Wilhelm Dorow
Wilhelm Dorow (vollständig Carl Friedrich Ferdinand Wilhelm Dorow, geboren am 22. März 1790 in Königsberg; gestorben am 16. Dezember 1845 in Halle (Saale)) war ein deutscher Diplomat, Archäologe, Historiker, Verfasser biografischer Schriften und Begründer des Museums Rheinisch-Westfälischer Altertümer in Bonn.

## Leben
Nach dem frühen Tod des Vaters wurde Dorow von Hans Jakob von Auerswald in Marienburg aufgenommen, wo er auch die Schule besuchte. 1806 kehrte er nach Königsberg zurück. Auf den Rat seines Onkels Johann Friedrich Reichardt erhielt er eine kaufmännische Stelle bei einem Handelshaus in Königsberg, setzte aber seine philosophischen und mathematischen Studien unter der Leitung des Kriegsrats Karl Gottlieb Bock (1746–1830), eines Schülers Kants und Freundes Herders, fort. Auf Dauer behagte ihm die kaufmännische Tätigkeit jedoch nicht.
1811 verließ er Königsberg und unternahm, nachdem er eine Weile bei seinem Onkel Reichardt in Giebichenstein bei Halle gewohnt hatte, eine Fußreise durch Deutschland nach Frankreich. Im November 1811 kam er in Paris an, wo er den preußischen Gesandten Friedrich Wilhelm Ludwig von Krusemarck kennen lernte. Dieser sandte ihn am 12. Dezember mit Depeschen an den Staatskanzler Karl August von Hardenberg nach Berlin. Er gewann dort die Gunst Hardenbergs, was ihm einerseits für seine Zukunft sehr hilfreich sein sollte, ihn aber andererseits in die Konflikte um Hardenberg involvierte, als dessen Günstling man ihn betrachtete. Dorow wurde im Februar 1812 als Attaché nach Paris gesandt, im November aber vom Grafen von der Goltz, der mit dieser Ernennung unzufrieden war, abberufen.
Im Februar 1813 trat er als freiwilliger Jäger in das preußische Heer ein und wurde dem russischen Hauptquartier beigeordnet. Während des Waffenstillstands von Pläswitz reiste er im Auftrag Hardenbergs nach Polen, hielt sich eine Zeit lang im preußischen Hauptquartier in Teplitz auf und reiste nach der Einnahme von Paris zu Hardenberg nach Dijon. Im März 1814 erhielt er zusammen mit dem Arzt Daniel Carl Theodor Merrem bei der Central-Hospitalverwaltung in Frankfurt die Oberaufsicht über die Militärlazarette der Verbündeten. 1814 schied er aus dem Heer aus und betätigte sich in der Folgezeit maßgeblich als Informant für Hardenberg. Im Februar 1816 wurde er als Legationssekretär nach Dresden und im Mai 1817 nach Kopenhagen gesandt, wo er durch Spätfolgen einer in der Schlacht bei Großgörschen erlittenen Verletzung gefährlich erkrankte. Im Juli 1817 reiste er daher zur Kur nach Wiesbaden. 
Während des dortigen Aufenthaltes begann Dorow sich mit Archäologie zu beschäftigen. Ohne fachliche Kenntnisse, jedoch mit erheblichem Unternehmungsgeist, begann er ergiebige Ausgrabungen in Wiesbaden und entwickelte Hardenberg im Mai 1818 den Plan einer zentralen Leitung altertumskundlicher Bestrebungen in den neuen rheinisch-westfälischen Teilen von Preußen, die Hardenbergs volle Zustimmung fanden. Am 11. Januar 1819 wurde er zum Hofrat, im Oktober 1819 von der Universität Marburg zum Doktor promoviert und am 4. Januar 1820 als Direktor der Verwaltung für Altertumskunde im Rheinland und in Westfalen bestellt, obwohl zeitgleich noch Untersuchungen der Mainzer Zentraluntersuchungskommission gegen Dorow liefen. Dorow ließ sich in Bonn nieder und plante, seine Sammlung zusammen mit den in der Provinz verstreuten Beständen in Köln aufzustellen, stieß jedoch auf den durch den schwindenden Einfluss Hardenbergs ermunterten Widerstand der akademischen Gemeinschaft und des Unterrichtsministeriums. Eine akademische Kommission urteilte negativ über seine fachliche Befähigung, am 29. Juli 1822 wurde er seines Amtes enthoben und nach dem Tod Hardenbergs am 19. Dezember 1822 mit halbiertem Gehalt in den Ruhestand versetzt. Trotz seiner kurzen Wirkungszeit hat er sich aber als Begründer des Museums Rheinisch-Westfälischer Altertümer, Vorläufer des heutigen Rheinischen Landesmuseums Bonn bleibende Verdienste erworben.
Bemühungen, eine Anstellung in der Redaktion der 1819 gegründeten Allgemeinen Preußischen Staatszeitung zu finden, blieben erfolglos. Dorow unternahm weitere fruchtbare Ausgrabungen in Neuwied und 1827 mit Unterstützung des preußischen Königs Friedrich Wilhelm III. eine Reise nach Italien, wo er bei Canino in der Nähe des etruskischen Vulci Ausgrabungen unternahm, weitere Funde erwarb, darunter eine bei der Ponte dell’Abbadia gefundene Schale, und insgesamt 600 etruskische Vasen zusammen brachte, um deren Besitz zwar Streitigkeiten entstanden, die jedoch durch Kardinal Pietro Francesco Galleffi, damals der päpstliche Camerlengo, zu seinen Gunsten entschieden wurden. Sämtliche Stücke wurden zusammen mit der Bronzen- und Vasensammlung des Generalkonsuls Jakob Ludwig Salomon Bartholdy, über deren Fundorte Dorow nach eigener Auskunft vor Ort Erkundigungen angestellt hatte, vom preußischen Staat erworben und sind heute Teil der Berliner Antikensammlung.
1829 kehrte Dorow nach Berlin zurück und verbrachte die restlichen Jahre seines Lebens in Halle mit der Verarbeitung seiner Beobachtungen und Entdeckungen, mit der Ordnung einer Menge von gesammelter Materialien und Korrespondenzen und mit der Verteidigung seiner Person gegen die Widersacher.

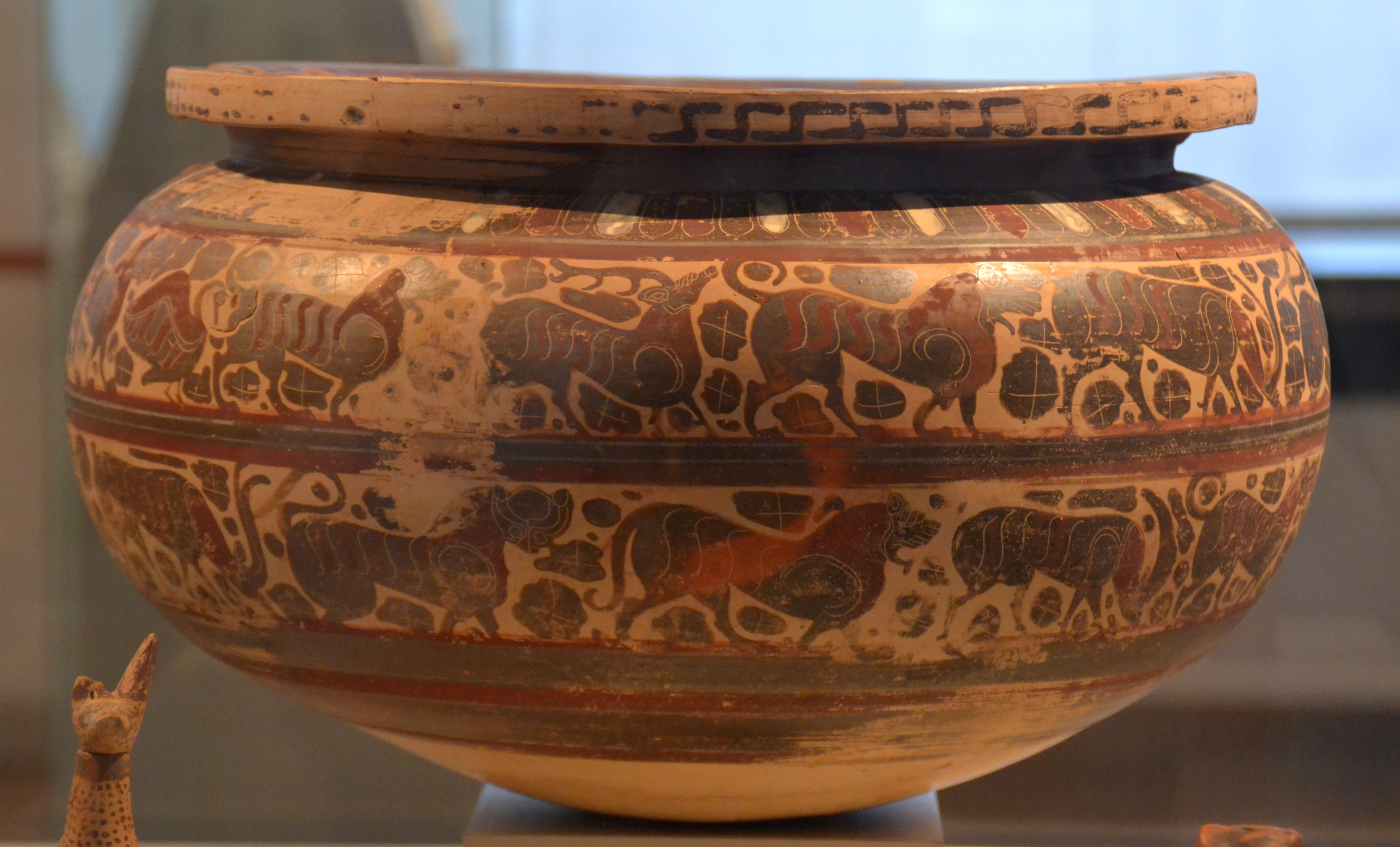
Vase des Dorow-Malers in Berlin. Antikensammlung F 1263: zwei Tierfriese

Nach Dorow wurde der etrusko-korinthische Vasenmaler Dorow-Maler benannt. Die Namenvase ist ein großer Dinos in der Antikensammlung in Berlin.

## Schriften
- Ueber das Teufels Völkchen. Frankfurt a. M. 1815, Digitalisat, vgl. die Übersicht von Dorows Publikationen (1843).
- (zusammen mit Ludwig von Voß:) Der allgemeine Hospital-Verein in Teutschland. Höret! Höret! Höret! Frankfurt a. M. 1815, Digitalisat.
- (zusammen mit Ludwig von Voß:): Abentheuer der edlen Gourmands und Magnetiseurs zu Frankfurt. Frankfurt a. M. 1815 (Exemplar der SB PK).
- Opferstätte und Grabhügel der Germanen und Römer am Rhein. 2 Hefte. Wiesbaden 1819 und 1821, Heft 1, 2.
- Die Denkmale germanischer und römischer Zeit in den Rheinisch-Westfälischen Provinzen. 2 Bde., Stuttgart 1823 und 1826, Bd. 1, 2.
- Denkmäler alter Sprache und Kunst. 2 Bde., Bonn 1823 und Berlin 1827, Band 1.1, 1.2+3, 2.
- Notizie intorno alcuni vasi etruschi […] scritte in Roma nell’ottobre 1827. Traduzione riveduta dal cavaliere Luigi Cardinali. Pesaro 1828.
- Voyage Archéologique Dans L’Ancienne Étrurie. Avec Seize Planches Contenant Une Suite D’Antiquités Trouvées Par L’Auteur Ou Conservées Dans La Galérie De Florence. Paris 1829.
- Etrurien und der Orient. Nebst Albert Thorwaldsen’s Darstellung der 1828 entdeckten Etrurischen Alterthümer. Heidelberg 1829, Digitalisat.
- Altes Grab eines Heerführers unter Attila entdeckt am 18. April 1750 bei Merseburg. Halle 1832, Digitalisat.
- Einführung in eine Abtheilung der Vasensammlung des königlichen Museums zu Berlin. Mit 4 Steindrucktafeln. Berlin 1833, Digitalisat.
- Erlebtes aus den Jahren … 4 Bde. 1843–1845., Bd. 1: 1813–1820, 2: 1813–1820, 3: 1790–1827, 4: 1790–1827.
- Fürst Kosloffsky, kaiserlich russischer wirklicher Staatsrath. Leipzig 1846, Digitalisat.

Herausgeber
- Morgenländische Alterthümer. Wiesbaden 1820–1821 (2 Bde.) und Wien 1821, Digitalisat.
- Die Kunst Alterthümer aufzugraben und das Gefundene zu reinigen und zu erhalten. Hamm 1823, Digitalisat.
- Collection d'Antiquités Égyptiennes, recueillies par M. le chevalier de Palin, publiées par MM. Dorow et Klaproth. Paris 1829, Digitalisat.
- Elogio di Federigo II, re di Prussia, scritto in francese dal Signor Guibert, e liberamente recato in italiano da Monsignor Capece-Latro, Arcivescovo di Taranto. Berlin 1831, Digitalisat.
- Zwei Sendschreiben vom Ritter v. Palin in Rom und Bernardo Quaranta in Neapel an den Dr. Dorow, über Ausgrabungen im alten Etrurien, während der Jahre 1827 bis 1829. Berlin 1832, Digitalisat.
- Benedikt Spinoza's Randglossen zu seinem Tractatus theologico-politicus aus einer in Königsberg befindlichen noch ungedruckten Handschrift bekannt gemacht. Berlin 1835, Digitalisat.
- Facsimile von Handschriften berühmter Männer und Frauen aus der Sammlung des Herausgebers. 4. Tle. Berlin 1836–1838, Digitalisate.
- Denkschriften und Briefe zur Charakteristik der Welt und Litteratur. 5 Bde. Berlin 1838–1841, Bd. 1, 2, 3, 4, 5.
- Reminiscenzen. Goethe's Mutter; nebst Briefen und Aufzeichnungen zur Charakteristik anderer merkwürdiger Männer und Frauen. Leipzig 1842, Digitalisat.
- Job von Witzleben. Königlich preußischer Kriegsminister, General-Lieutenant und General-Adjutant Se. Majestät des Königs. Mittheilungen desselben und seiner Freunde zur Beurtheilung preußischer Zustände und wichtiger Zeitfragen. Leipzig 1842, Digitalisat.
- Briefe des Königlich Preussischen Legationsraths Karl Ernst Oelsner an den wirklichen Geheimen Rath Friedrich August von Staegemann aus den Jahren 1815 bis 1827. Leipzig 1843.
- Andeutungen zu einer Reorganisation der preußischen Militair-Justiz. Aus den nachgelassenen Papieren eines alten Militairs, Leipzig 1843 (Exemplar der LB Oldenburg).
- Krieg, Litteratur und Theater. Mittheilungen zur neueren Geschichte. Leipzig 1845, Digitalisat.